# Marcos Sánchez (calciatore)
Marcos Aníbal Sánchez Mullins (Panama, 23 dicembre 1989) è un calciatore panamense, centrocampista dello Sporting S.M..

## Biografia
È fratellastro di Víctor Griffith.